# Джин (дух)
Вижте пояснителната страница за други значения на Джин.
Джиновете са духове, невидими за хората приказни същества в арабската и ислямската митология.

## Древноарабска митология
Известни са в древноарабската митология още от предислямската епоха, когато са приемани за неперсонифицирани божества. Меканците ги смятат за родствени на Аллах, поставяйки ги на едно ниво с него. Към тези божества са се обръщали с молби за помощ, като са им принасяни и жертви.

## Ислям
Ислямската традиция ги представя като разумни същества с огнена или водна магия, можещи да приемат всякаква форма. Създадени са от Аллах от бездимен огън. Те могат да изпълняват всякакви желания. Някои от тях вярват в Мохамед, но като цяло джиновете се свързват с дявола (Иблис).
Раждат се, растат, женят се помежду си, размножават се и умират подобно на хората. Измежду тях има лоши и добри, вярващи и невярващи, затова на Съдния ден ще бъдат питани – награждавани в Джанна (рая) или наказвани в Джаханнам (ада) също като хората. Мюсюлманската традиция различава три класа джинове: гул, ифрит и силат. Седемдесет и втората сура от Корана се нарича Ал-джинн („Джиновете“) и е посветена на тях.

## В литературата и фолклора
В средновековната мюсюлманска богословска литература има много съчинения, посветени на тези духове. Мюсюлманският средновековен окултизъм се занимава и с проблема за подчиняването на джиновете на човешката воля.
Джиновете са едни от основните персонажи във фолклора на народите, изповядващи исляма. Например в популярната приказка „Аладин и вълшебната лампа“ един от героите е джин.